# Katalinpuszta (Hercegszöllős)
Katalinpuszta (horvátul: Sokolovac, szerbül: Соколовац) falu Horvátországban, Eszék-Baranya megyében. Közigazgatásilag Hercegszöllőshöz tartozik.

## Fekvése
Eszéktől légvonalban 18, közúton 23 km-re északkeletre, községközpontjától légvonalban 7, közúton 10 km-re délkeletre, Baranyában, a Drávaszög közép-keleti részén, Keskenyerdő és Jeszeföld között fekszik. 

## Története
A hagyomány szerint 18. században egy görög kereskedő tanyája volt itt, ezért Görög-tanyának hívták. Akkoriban több faluban is éltek görög kereskedők. A 19. században Almás-puszta és Tapolca néven álltak itt a bellyei uradalom mezőgazdasági majorjai, melyeket 1860 körül Katalin-puszta (vagy Rampelföld) néven egyesítettek. A településen az uradalom munkásai éltek. Katalinpusztának 1914-ben már 169 lakosa volt. A megtermelt javak szállítását a puszták között kisvasút biztosította, melynek építése 1906-ban kezdődött és 1915-ig tartott. A kisvasút Szentistvánpusztával illetve a Pélmonostor–Jeszeföld–Keselyűs–Katalinpuszta–Bokroshát–Kazuk kikötővonalon a Dunával kötötte össze a településeket. Az utolsó szakaszt Katalinpusztától Hercegszöllősig csak 1952-ben építették meg. A terményeket Hercegszöllősön a kisvasútról a normál nyomtávú vasútra rakták át és szállították szerte az országba. A kisvasút üzemeltetése egy idő után veszteségessé vált, ezért 1962-ben végleg megszüntették.
A település az első világháború után az új szerb-horvát-szlovén állam, majd később (1929-ben) Jugoszlávia része lett. 1941 és 1944 között ismét Magyarországhoz tartozott, majd a háború után ismét Jugoszlávia része lett. Az infrastruktúra, különösen az iskola, egészségügyi ellátás, a posta és egyéb intézmények hiánya, valamint az 1965-ös és 1972-es árvizek felgyorsították a puszták elnéptelenedését. Az elvándorlási folyamat az 1960-as évek elején kezdődött és különösen az 1970-es években gyorsult fel. 1991-ben lakosságának 60%-a szerb, 26%-a horvát, 6%-a jugoszláv, 4%-a magyar nemzetiségű volt. A településnek 2011-ben már csak 14 lakosa volt. Ma Katalinpuszta már kihalófélben van, fennmaradt lakosainak Hercegszöllősön és Csúzán terveznek házakat építeni. A megmaradt házakat lebontják, a nagyobb épületeket pedig elsősorban turisztikai célra tervezik hasznosítani.

## Népessége
| Lakosság változása | Lakosság változása | Lakosság változása | Lakosság változása | Lakosság változása | Lakosság változása | Lakosság változása | Lakosság változása | Lakosság változása | Lakosság változása | Lakosság változása | Lakosság változása | Lakosság változása | Lakosság változása | Lakosság változása | Lakosság változása |
| ------------------ | ------------------ | ------------------ | ------------------ | ------------------ | ------------------ | ------------------ | ------------------ | ------------------ | ------------------ | ------------------ | ------------------ | ------------------ | ------------------ | ------------------ | ------------------ |
| 1857               | 1869               | 1880               | 1890               | 1900               | 1910               | 1921               | 1931               | 1948               | 1953               | 1961               | 1971               | 1981               | 1991               | 2001               | 2011               |
| 0                  | 0                  | 0                  | 0                  | 0                  | 0                  | 0                  | 0                  | 569                | 415                | 398                | 318                | 101                | 70                 | 55                 | 14                 |

(1948-tól településrészként, 1991-től önálló településként.)

## Gazdaság
A településen hagyományosan a mezőgazdaság és az állattartás képezte a megélhetés alapját. A jövőt az egyre erőteljesebben fejlődő falusi, vadász és halász turizmus képezi.

## Sport
Az NK Proleter Sokolovac labdarúgóklub a 20. században működött.